# Білоруське телеграфне агентство
Білоруське телеграфне агентство — одна з найбільших інформаційних агенцій Білорусі, заснована 23 грудня 1918 року. Державний пропагандистський ресурс.
Довгий час, зберігаючи юридичну самостійність, працювала в тісній координації з Телеграфним агентством Радянського Союзу (ТАРС). З 1991 року БЕЛТА — інформаційне агентство суверенної Білорусі.
У 2011 році гендиректор БелТА Дмитро Жук разом з іншими впливовими співробітниками та керівниками державних ЗМІ Білорусі був внесений до списку білоруських чиновників, яким заборонений в'їзд на територію ЄС. Генеральний директор БелТА Ірина Акулович потрапила під санкції ЄС та Швейцарії влітку 2024 року.